# Pierre Saka
Pour les articles homonymes, voir Saka.
Pierre Sakalakis, dit Pierre Saka alias Jean-Michel Crétois, né le 21 novembre 1921 à Sartrouville et mort le 21 juillet 2010 à La Heunière, est un animateur de radio, auteur, parolier et écrivain français contemporain.

## Biographie
Pierre Saka commence sa carrière en tant qu'animateur sur Paris Inter et Radio Luxembourg, puis se met à la rédaction de chansons au début des années 1950.

## Musicographie
Pierre Saka a rédigé les paroles des chansons suivantes :
- Le dimanche matin, chanté par Jacques Hélian (1948)
- Au pays des merveilles, chanté par Les Sœurs Étienne (1950)
- Ah ! Les femmes, chanté par Eddie Constantine (1953)
- Les prénoms d’amour, chanté par Andrex (1953)
- Le chant des moissons, chanté par Jacqueline François, Lina Margy et Guylaine Guy
- C’est chouette, chanté par Francis Linel (1958)
- À Passy, chanté par Félix Marten (1958)
- Répondez-nous seigneur, chanté par John William
- Couci-couça, chanté par André Claveau et Lucienne Delyle
- La Nouvelle-Orléans, chanté par Annie Cordy
- Le jour J, En avant l'amour, Oh! Lady, Cousine-cousine, Oh boy !!!, Je reviendrai, Derniers baisers, Est-ce que tu le sais, Candide, Elle t'aime, Moins d'une minute, Seul, Obsession, chantés par Les Chats sauvages
- Est-ce que tu le sais, L’amour c’est aimer la vie, Un enfant sans soleil, chanté par Sylvie Vartan
- Qu’est-ce qui m’attend, Tout peut s’arranger, chanté par Richard Anthony
- Le temps d'y Penser, Eleanor Rigby, Les Enfants qui jouent, etc, chanté par Erick Saint-Laurent
- À travers une larme, J’ai découvert Paris, En avant l’amour, Prends tes clés, Derniers baisers, chanté par Nancy Holloway
- Il y a longtemps, Pour décrocher l’amour, Répondez-nous seigneur, Quand tu me dis oui, chanté par Danny Boy et ses Pénitents
- Fait pour durer, La chance est avec moi, chanté par Frank Alamo
- Je bois du lait, chanté par Les Pirates
- A bientôt, Le nouveau départ, Ton jour de chance, Rêves d'enfant, chantés par Monty
- Quand une fille me plait, Je reviendrai, Je t'en veux d'être belle, Les filles d'Irlande, chantés par Eddy Mitchell
- Tu m'aimeras au bout du monde, chanté par Nicoletta

## Émissions radio
- L'Oreille en coin, animé avec Gérard Sire et Patrick Burgel sur France Inter[3]

## Publications
- La chanson française à travers ses succès, Larousse, 2002, 400 p. (ISBN 978-2035053381)
- La Grande anthologie de la chanson française, Le Livre de Poche, coll. « Littérature & Documents », 2001, 894 p. (ISBN 978-2253130277)
- La petite histoire des grands succès de la chanson, L' Archipel, 2005, 159 p. (ISBN 978-2841877386)
- Y'a d'la France en chansons, Larousse, coll. « Hors Collection », 2001, 383 p. (ISBN 978-2035051561)